# Developers 机动战士GUNDAM Before One Year War
《Developers 机动战士高达 Before One Year War》（Developers 機動戦士ガンダム Before One Year War）是由山崎峰水作画，原作为矢立肇、富野由悠季的漫画。在角川书店漫画杂志《GUNDAM ACE》的2001年12月号至2003年10月号上进行连载。

## 概要
在一年战争爆发前的几年，星冈公司在吉翁尼克公司的委托下参与了新型多用途作业机（即机动战士）的开发。

## 登场人物

吉翁尼克公司员工，以机动战士开发主任的身份被派遣至星冈公司。

星冈源三郎的女儿，兼任多用途作业机的测试驾驶员。

星冈公司的社长。

星冈公司的职员，机械部门负责人。
（Eliot Lem）
吉翁尼克公司机动战士开发主任、测试驾驶员，Side1出身。

## 其他
在《机动战士GUNDAM MSV-R 宇宙世纪英雄传说 虹霓的松勇真》第3卷，在埃利奥特·雷姆的回忆中出现提欧、美音及源三郎。

## 出版信息
| 卷數 | 日本 角川书店  | 日本 角川书店      | 港台 台湾角川 | 港台 台湾角川      |
| 卷數 | 发售日期       | ISBN               | 发售日期      | ISBN               |
| ---- | -------------- | ------------------ | ------------- | ------------------ |
| 1    | 2003年11月21日 | ISBN 4-04-713581-X | 2004年6月24日 | ISBN 986-742-703-3 |